# Larsonia
Larsonia is een geslacht van neteldieren uit de  familie van de Pandeidae.

## Soort
- Larsonia pterophylla (Haeckel, 1879)